# Liste der Biografien/Pern
Liste der Biografien |
Portal Biografien |
Personensuche
# |
A |
B |
C |
D |
E |
F |
G |
H |
I |
J |
K |
L |
M |
N |
O |
P |
Q |
R |
S |
T |
U |
V |
W |
X |
Y |
Z |
?
 
Pa |
Pc |
Pe |
Pf |
Ph |
Pi |
Pj |
Pk |
Pl |
Pm |
Pn |
Po |
Pr |
Ps |
Pt |
Pu |
Pv |
Pw |
Py
 
Pea |
Peb |
Pec |
Ped |
Pee |
Pef |
Peg |
Peh |
Pei |
Pej |
Pek |
Pel |
Pem |
Pen |
Peo |
Pep |
Peq |
Per |
Pes |
Pet |
Peu |
Pev |
Pew |
Pex |
Pey |
Pez
 
Pera |
Perb |
Perc |
Perd |
Pere |
Perf |
Perg |
Perh |
Peri |
Perj |
Perk |
Perl |
Perm |
Pern |
Pero |
Perp |
Perq |
Perr |
Pers |
Pert |
Peru |
Perv |
Perw |
Pery |
Perz
Die Liste der Biografien führt alle Personen auf, die in der deutschsprachigen Wikipedia einen Artikel haben. Dieses ist eine Teilliste mit 116 Einträgen von Personen, deren Namen mit den Buchstaben „Pern“ beginnt.

## Pern

### Perna
- Perna, Armando (* 1981), italienischer Fußballspieler
- Perna, Edoardo (1918–1988), italienischer kommunistischer Politiker, Senator
- Perna, Gustave F. (* 1960), US-amerikanischer Offizier, General der United States Army
- Perna, Pietro († 1582), italienischer Drucker und Verleger in Basel
- Pernaja, Ilmari (1892–1963), finnischer Turner
- Pernambuco, João (1883–1947), brasilianischer Gitarrist und Komponist
- Pernas, Sofia (* 1989), US-amerikanische Schauspielerin, Synchronsprecherin und Model marokkanisch-spanischer Herkunft
- Pernat, Franz Sales (1853–1911), deutscher Porträtmaler
- Pernat, Hans (1867–1919), deutscher Ansichtskartenverleger
- Pernau, Ferdinand Adam von (1660–1731), deutscher Adliger, Geheimrat in Coburg und Ornithologe sowie Übersetzer
- Pernau, Margrit (* 1962), deutsche Historikerin und Hochschullehrerin
- Pernauer, Ulrich II. († 1495), Stiftspropst von Berchtesgaden
- Pernavas, Linas (* 1976), litauischer Jurist und Polizist
- Pernazza, Uliana (* 1959), italienische Graveurin und Medailleurin

### Perne
- Perne, Heinz (1930–2008), deutscher Ordensgeistlicher, Religionslehrer und Journalist
- Perneb, frühägyptischer Priester und Königssohn
- Perneczky, Géza (* 1936), ungarischer Kunsthistoriker, Schriftsteller, bildender Künstler, Kurator und Pädagoge
- Pernegg, Eckart von († 1399), Bischof von Chiemsee
- Pernegger, Hans der Jüngere (1603–1664), deutscher Bildhauer
- Pernegger, Karin (* 1973), österreichische Kunsthistorikerin
- Pernek, Severin (1924–1997), jugoslawischer Priester, Bischof von Dubrovnik
- Perneker, Klaus (* 1966), deutscher Basketballtrainer
- Perneklo, Gert (* 1951), schwedischer Badmintonspieler
- Pernel, Florence (* 1962), französische Schauspielerin
- Perner, Antonín (1899–1973), tschechoslowakischer Fußballspieler
- Perner, Bernd, deutscher Basketballspieler
- Perner, Conradin (* 1943), Schweizer Sprachforscher
- Perner, Harald (1927–2001), deutscher Ingenieur und Hochschullehrer
- Perner, Ignaz (1796–1867), bayerischer Rechtsanwalt und Pionier der Tierschutzbewegung
- Perner, Jan (1815–1845), tschechischer Patriot und Eisenbahnbauer
- Perner, Josef (* 1948), österreichischer Psychologe
- Perner, Klemens (1889–1970), österreichischer Kapellmeister und Komponist
- Perner, Nina (* 1986), deutsche Skirennläuferin
- Perner, Richard (1876–1955), deutscher Redakteur, Politiker (SPD), MdHB, Hamburger Senator, MdR
- Perner, Rotraud A. (* 1944), österreichische Juristin, Psychotherapeutin und Publizistin
- Perner, Rudolf (1899–1982), deutscher Glockengießer
- Perner, Stefan (* 1980), österreichischer Rechtswissenschaftler
- Perner, Wolfgang (1967–2019), österreichischer Biathlet
- Perner-Wrobel, Katja (* 1971), deutsche Fußballspielerin
- Pernerstorfer, Alois (1912–1978), österreichischer Opernsänger (Bassbariton)
- Pernerstorfer, Engelbert (1850–1918), österreichischer Politiker (SDAP)Engelbert Pernerstorfer (1850–1918)

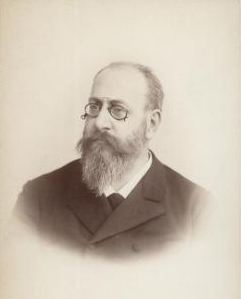
Engelbert Pernerstorfer (1850–1918)

- Pernerstorfer, Matthias J. (* 1976), österreichischer Theaterwissenschaftler, Autor und Leiter des Don Juan Archivs Wien
- Pernes, Jiří (* 1948), tschechischer Historiker
- Pernes, Thomas (1956–2018), österreichischer Komponist
- Pernet, Étienne (1824–1899), französischer römisch-katholischer Geistlicher, Assumptionist und Ordensgründer
- Pernet, Heinz (1896–1973), deutscher Offizier und Beteiligter am Hitler-Ludendorff-Putsch
- Pernet, Jean (1832–1896), französischer Rosenzüchter
- Pernet, Johannes (1845–1902), Schweizer Physiker
- Pernet, Robert (1940–2001), belgischer Jazzhistoriker und Schlagzeuger
- Pernet-Ducher, Joseph (1859–1928), französischer Rosenzüchter

### Pernf
- Pernfors, Mikael (* 1963), schwedischer Tennisspieler

### Pernh
- Pernhart, Markus (1824–1871), österreichischer Maler
- Pernhaupt, Günter (1936–1999), österreichischer Mediziner und Psychotherapeut

### Perni
- Pernía, Daimí (* 1976), kubanische Hürdenläuferin
- Pernía, Mariano (* 1977), argentinisch-spanischer Fußballspieler
- Pernía, Vicente (* 1949), argentinischer Fußballspieler
- Pernice, Alfred (1841–1901), deutscher Jurist, Professor für römisches Recht
- Pernice, Christina (* 1973), deutsche Juristin und Richterin am Bundesgerichtshof
- Pernice, Erich (1864–1945), deutscher Klassischer Archäologe
- Pernice, Herbert (1832–1875), deutscher Jurist
- Pernice, Hugo (1829–1901), deutscher Humanmediziner, Professor der Medizin in Greifswald
- Pernice, Ingolf (* 1950), deutscher Rechtswissenschaftler und Hochschullehrer
- Pernice, Ludwig (1799–1861), deutscher Rechtsgelehrter und Kurator in Halle
- Pernice, Manfred (* 1963), deutscher Künstler
- Pernice-Warnke, Silvia (* 1980), deutsche Rechtswissenschaftlerin und Hochschullehrerin
- Pernici, Francesco (* 2003), italienischer Mittelstreckenläufer
- Perniciaro, Giuseppe (1907–1981), italo-albanischer Bischof der römisch-katholischen Kirche
- Pernicka, Ernst (* 1950), österreichischer ArchäometrikerErnst Pernicka (* 1950)

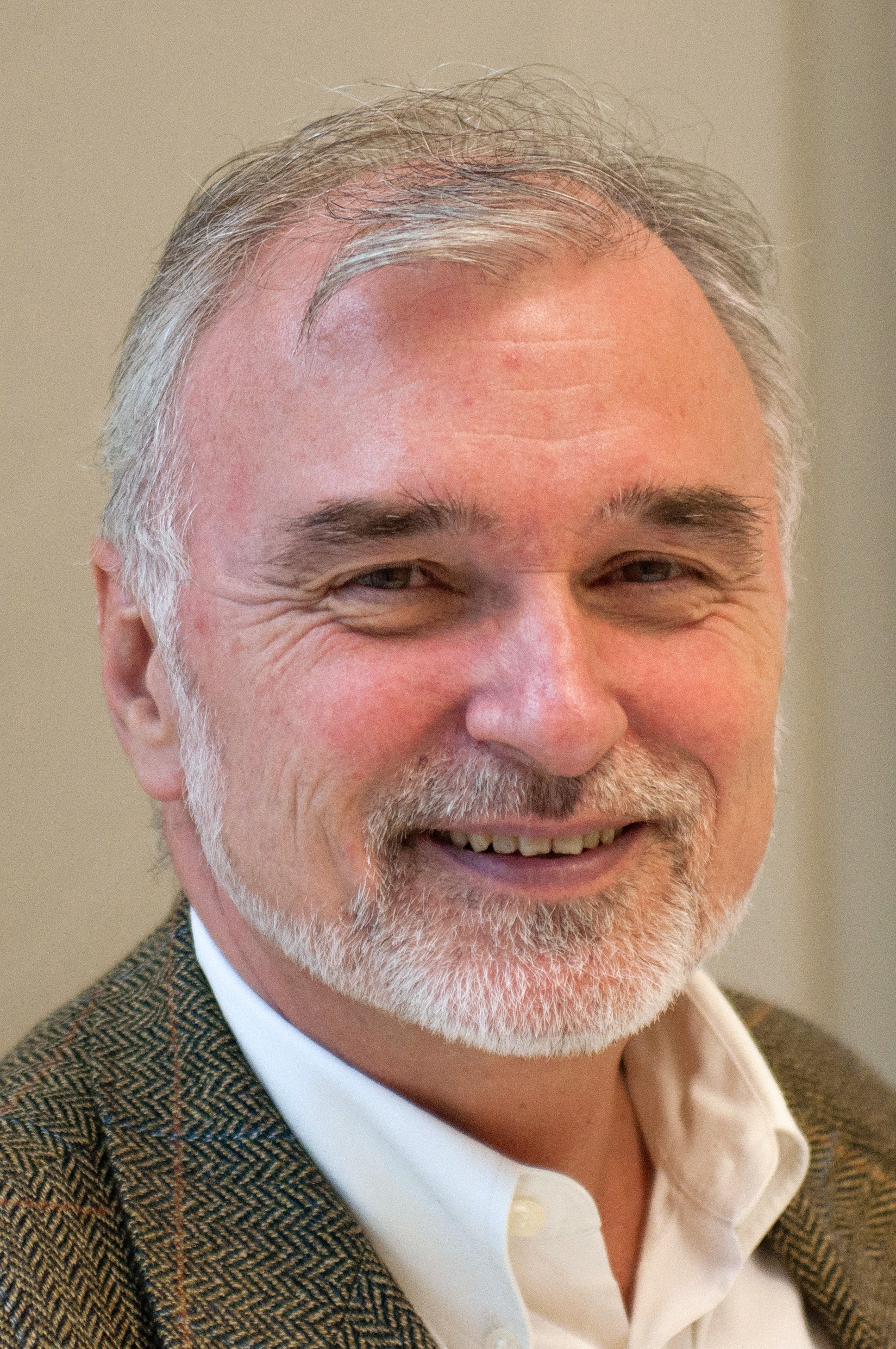
Ernst Pernicka (* 1950)

- Pernický, Rudolf (1915–2005), tschechoslowakischer Fremdenlegionär
- Pernicone, Joseph Maria (1903–1985), italienischer Geistlicher, Weihbischof in New York
- Pernicone, Vincenzo (1903–1982), italienischer Romanist, Mediävist und Grammatiker
- Pernier, Luigi (1874–1937), italienischer Klassischer Archäologe
- Pernikau, Pawel, belarussischer Menschenrechtsaktivist und Wikipedianer
- Perniock, Theodor (* 1852), deutscher Jurist und Politiker, MdR
- Perniola, Mario (1941–2018), italienischer Philosoph
- Perniola, Michele (* 1998), italienischer Nachwuchssänger
- Perniš, Dušan (* 1984), slowakischer Fußballtorhüter
- Pernisch, Jakob (1717–1807), Schweizer reformierter Theologe
- Pernitza, Friedrich (1888–1976), österreichischer Jurist und Beamter

### Pernk
- Pernkopf, Alexandra (* 1991), österreichische Schauspielerin
- Pernkopf, Eduard (1888–1955), österreichischer Anatom
- Pernkopf, Evelyn (* 1990), österreichische Skirennläuferin
- Pernkopf, Ingrid (1959–2016), österreichische Köchin, Wirtin und Autorin
- Pernkopf, Stephan (* 1972), österreichischer Politiker (ÖVP)Stephan Pernkopf (* 1972)

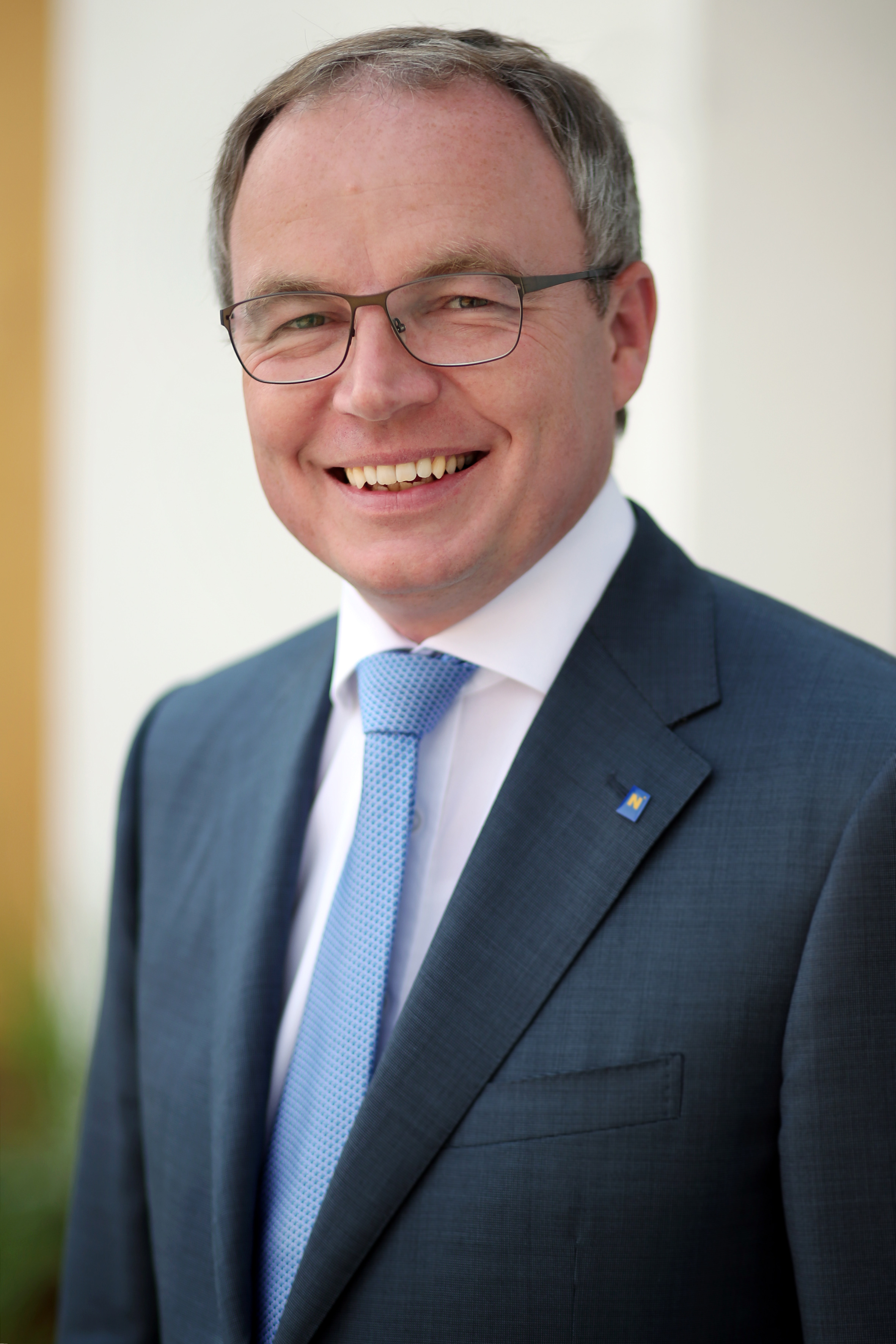
Stephan Pernkopf (* 1972)

### Pernl
- Pernlochner, Franz Xaver (1847–1895), Tiroler Maler
- Pernlochner-Kügler, Christine (* 1971), österreichische Thanatologin, Bestatterin und Autorin

### Perno
- Pernod, Henri-Louis (1776–1851), Gründer einer Absinth-Destillerie
- Pernoll, Ernst (1902–1959), deutscher Politiker (CDU), MdHB, MdB
- Pernot, Barne (* 1999), deutscher Fußballspieler
- Pernot, Hubert (1870–1946), französischer Sprachwissenschaftler, Byzantinist und Neogräzist
- Pernoud, Régine (1909–1998), französische Historikerin
- Pernoux, Francis (1850–1905), Schweizer Politiker (FDP)

### Perns
- Pernstein, Frebonie von (1596–1646), böhmisch-mährische Adlige
- Pernstein, Jaroslav von (1528–1560), böhmischer Adliger
- Pernstein, Johann von (1487–1548), böhmischer Adliger, Landeshauptmann von Mähren und Pfandherr der Grafschaft Glatz und Graf von Glatz
- Pernstein, Johann von (1561–1597), mährischer Adliger; Direktor der Artillerie
- Pernstein, Johanna von (1566–1631), böhmische Adlige, Hofdame und durch Heirat Herzogin von Villahermosa
- Pernstein, Maximilian von (1575–1593), mährischer Adliger und Kanoniker von Olmütz
- Pernstein, Sigmund von, böhmisch-mährischer Adliger
- Pernstein, Vojtěch von (1490–1534), böhmischer Adeliger, Obersthofmeister von Böhmen
- Pernstein, Vojtěch von (1532–1561), böhmisch-mährischer Adliger
- Pernstein, Vratislav Eusebius von (1594–1631), mährischer Adliger
- Pernstein, Wilhelm II. von (1438–1521), böhmischer Adliger
- Pernsteiner, Helmut (* 1962), österreichischer Wirtschaftswissenschaftler und Hochschullehrer
- Pernsteiner, Hermann (* 1990), österreichischer Radrennfahrer
- Pernsteiner, Veronika (* 1960), österreichische Frauenfunktionärin
- Pernstich, Josefa (1886–1940), deutsche Malerin

### Pernt
- Pernter, Hans (1887–1951), österreichischer Beamter, Politiker, Abgeordneter zum Nationalrat
- Pernter, Josef Maria (1848–1908), österreichischer Physiker, Wetter- und Erdbebenforscher
- Pernthaler, Lissy (* 1983), italienische Schauspielerin (Südtirol), Autorin, Performancekünstlerin und YogalehrerinLissy Pernthaler (* 1983)

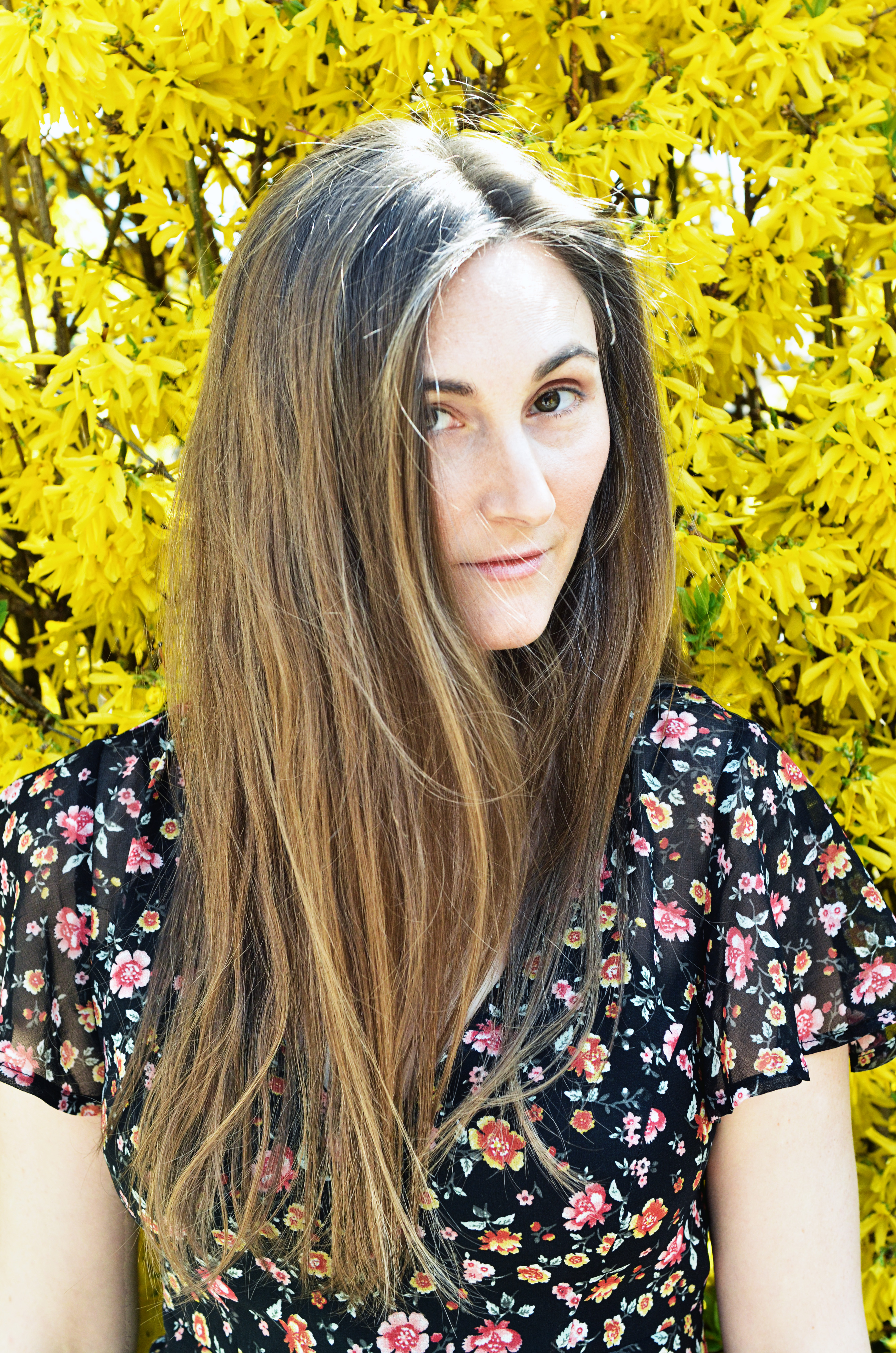
Lissy Pernthaler (* 1983)

- Pernthaler, Peter (* 1935), österreichischer Rechtswissenschaftler und Universitätsprofessor

### Pernu
- Pernuš, Gregor (* 1999), slowenischer Volleyballspieler
- Pernusch, Peter (* 1958), österreichischer Bogenbiathlet und Speedskater

### Pernw
- Pernwerth von Bärnstein, Adolf (1836–1918), deutscher Eisenbahnbeamter und Studentenhistoriker

### Perny
- Perny, Josef (* 1960), tschechoslowakischer Radrennfahrer
- Pernye, András (1928–1980), ungarischer Musikwissenschaftler